# Ngũ chi Minh Đạo
Ngũ chi Minh Đạo hay Đạo Minh là một nhóm gồm 5 phong trào (ngũ chi) tôn giáo có chung nguồn gốc từ Thiên Đạo, xuất hiện trước và có ảnh hưởng tới Đạo Cao Đài. Đây là một phần thuộc các giáo phái Trung Quốc - Việt Nam. Từ thế kỷ 17, khi quyền lực của Nhà Minh giảm sút, một lượng lớn các giáo phái này bắt đầu nổi lên tại vùng đất Nam Kỳ, đặc biệt xung quanh Sài Gòn.
Giới cầm quyền Trung Quốc ít để ý tới các giáo phái này bởi vì ít nhất cho tới đầu thế kỷ 20, họ vẫn giới hạn hoạt động trong đền đài của mình. Các phái này được tổ chức tự trị, chú trọng vào việc thờ cúng, từ thiện và văn chương. Tuy vậy, chúng đã ẩn chứa những yếu tố chủ nghĩa dân tộc Việt Nam, dẫn tới sự tiến triển các hoạt động chính trị của họ vào đầu thế kỷ 20.
Ngũ chi Minh Đạo xuất hiện tại miền Nam vào thế kỷ 19 và 20 bao gồm: Minh Sư Đạo, Minh Lý Đạo, Minh Đường Đạo, Minh Thiện Đạo và Minh Tân Đạo.
Người sáng lập Minh Lý Đạo là Âu Kiệt Lâm (pháp danh Âu Minh Chánh, 1896–1941), một trí thức mang dòng máu lai Hoa-Việt, có khả năng vượt qua rào cản văn hóa giữa hai dân tộc. Ngọc Đế và Tây Vương Mẫu là một số thần chính được thờ.
Các đặc điểm biểu tượng, nghi lễ và tư tưởng của các phái Minh Đạo có nhiều tương đồng với Đạo Cao Đài. Sau 1975, nhiều hoạt động và đền đài Minh Đạo trở thành thuộc Đạo Cao Đài.